# Giro del Belgio 1965
Il Giro del Belgio 1965, quarantanovesima edizione della corsa, si svolse in quattro tappe tra il 6 e il 9 aprile 1965, per un percorso totale di 834 km e fu vinto dal francese Jean Stablinski.

## Tappe
| Tappa  | Data     | Percorso                | km  | Vincitore di tappa     | Leader cl. generale |
| ------ | -------- | ----------------------- | --- | ---------------------- | ------------------- |
| 1ª     | 6 aprile | Bruxelles > Wellin      | 209 | Georges Van Coningsloo |                     |
| 2ª-1ª  | 7 aprile | Wellin > Namur          | 179 | Rik Van Looy           |                     |
| 2ª-2ª  | 7 aprile | Namur (Cron. a squadre) | 6   | Televizier             |                     |
| 3ª     | 8 aprile | Namur > Ostenda         | 220 | Edward Sels            |                     |
| 4ª     | 9 aprile | Ostenda > Bruxelles     | 220 | Guido Reybrouck        | Jean Stablinski     |
| Totale | Totale   | Totale                  | 834 |                        |                     |

## Dettagli delle tappe

### 1ª tappa
- 6 aprile: Bruxelles > Wellin – 209 km

Risultati
| Pos. | Corridore             | Squadra     | Tempo    |
| ---- | --------------------- | ----------- | -------- |
| 1    | Georges Vanconingsloo | Peugeot     | 5h05'22" |
| 2    | Jean Stablinski       | Ford France | s.t.     |
| 3    | Bas Maliepaard        | Televizier  | s.t.     |

### 2ª tappa-1ª semitappa
- 7 aprile: Wellin > Namur – 179 km

Risultati
| Pos. | Corridore                | Squadra      | Tempo    |
| ---- | ------------------------ | ------------ | -------- |
| 1    | Rik Van Looy             | Solo-Superia | 4h28'00" |
| 2    | Bernard Van De Kerckhove | Solo-Superia | s.t.     |
| 3    | Edward Sels              | Solo-Superia | a 1'50"  |

### 2ª tappa-2ª semitappa
- 7 aprile: Namur – Cronometro a squadre – 6 km

Risultati
| Pos. | Squadra             | Tempo |
| ---- | ------------------- | ----- |
| 1    | Televizier          | 7'50" |
| 2    | Wiel's-Groene Leeuw | a 13" |
| 3    | Ford-Gitane         | a 15" |

### 3ª tappa
- 8 aprile: Namur > Ostenda – 220 km

Risultati
| Pos. | Corridore        | Squadra      | Tempo    |
| ---- | ---------------- | ------------ | -------- |
| 1    | Edward Sels      | Solo-Superia | 5h48'06" |
| 2    | Jos Haeseldonckx | Dr. Mann     | s.t.     |
| 3    | Jo de Roo        | Televizier   | s.t.     |

### 4ª tappa
- 9 aprile: Ostenda > Bruxelles – 220 km

Risultati
| Pos. | Corridore       | Squadra        | Tempo    |
| ---- | --------------- | -------------- | -------- |
| 1    | Guido Reybrouck | Flandria-Roméo | 5h54'20" |
| 2    | Michaël Wright  | Wiel's         | s.t.     |
| 3    | Edward Sels     | Solo-Superia   | s.t.     |

## Classifiche finali

### Classifica generale
| Pos. | Corridore                | Squadra        | Tempo     |
| ---- | ------------------------ | -------------- | --------- |
| 1    | Jean Stablinski          | Ford France    | 21h26'23" |
| 2    | Gilbert Desmet           | Wiel's         | a 12"     |
| 3    | Roger De Breuker         | Lamot-Libertas | a 1'43"   |
| 4    | Rolf Wolfshohl           | Mercier        | a 1'47"   |
| 5    | Francis Pamart           | Peugeot        | a 4'21"   |
| 6    | Georges Vanconingsloo    | Peugeot        | a 4'26"   |
| 7    | Bas Maliepaard           | Televizier     | s.t.      |
| 8    | Jos van der Vleuten      | Flandria-Roméo | a 5'11"   |
| 9    | Bernard Van De Kerckhove | Solo-Superia   | a 11'53"  |
| 10   | Alfons Hermans           | Lamot-Libertas | a 12'24"  |

### Classifica a punti
| Pos. | Corridore   | Squadra      | Tempo |
| ---- | ----------- | ------------ | ----- |
| 1    | Edward Sels | Solo-Superia | ?     |

### Classifica scalatori
| Pos. | Corridore       | Squadra     | Tempo |
| ---- | --------------- | ----------- | ----- |
| 1    | Jean Stablinski | Ford France | ?     |

### Classifica a squadre
| Pos. | Squadra             | Tempo |
| ---- | ------------------- | ----- |
| 1    | Peugeot-BP-Michelin | ?     |